# Südfront (Rote Armee)
Die Südfront (russisch Южный фронт) war ein Großverband der Roten Armee während des Zweiten Weltkriegs. Sie wurde drei Tage nach dem Beginn des deutschen Überfalls auf die Sowjetunion am 22. Juni 1941 gebildet und bestand bis zum 28. Juli 1942. Eine neue Südfront wurde am 1. Januar 1943 aus der Stalingrader Front gebildet und am 20. Oktober 1943 in 4. Ukrainische Front umbenannt. Unter diesem Namen bestand die Front bis zum Ende des Krieges in Europa 1945 fort.

## Erste Formation
Am 25. Juni 1941 bildete die nach dem Süden verlegte Führung des Moskauer Militärbezirks unter dem Kommando von Generalleutnant Iwan Wladimirowitsch Tjulenew die Südfront. Ende Juni waren der Front 19 Schützen-, 3 Kavallerie-, 6 Panzer- und 3 motorisierte Schützen-Divisionen zugeordnet:
- Verteidigungsraum Odessa
- 9. selbständige Armee unter Generalleutnant Ja. T. Tscherewitschenko (14., 35. und 48. Schützenkorps, 2. und 18. mechanisiertes Korps sowie 2. Kavalleriekorps)
- 18. Armee unter General A. K. Smirnow (17. und 55. Schützenkorps, 16. mechanisiertes Korps)
- 7. Schützenkorps (Generalmajor K. L. Dobroserdow)
- auf der Krim: 9. unabhängiges Schützenkorps (Generalmajor P. I. Batow)
- 3. Luftlande-Korps (Generalmajor W. A. Glasunow)
- 10., 12., 80. und 82. befestigter Raum
- 20., 21. und 45. gemischte Flieger-Division
- 62. und 63. Bomber-Brigade

Die Front erhielt während der Schlacht zwischen Pruth und Dnjestr am 12. Juli 1941 zusätzliche Kräfte aus der aufgelösten Südwestfront. Nach schweren Verlusten in der Schlacht am Asowschen Meer wurden die Fronttruppen im November nach Rostow am Don zurückgedrängt. Nach dem Anlaufen der Don-Offensive ging diese Stadt an die deutschen Truppen verloren. Die erste Formation der Front wurde am 28. Juli 1942 offiziell aufgelöst, ihre Truppen wurden an die Nordkaukasusfront abgegeben.

## Zweite Formation
Im Juli 1942 wurden drei Reserve-Armeen (1., 5. und 7.) der Stawka in den Raum Stalingrad verlegt und in 64., 63. bzw. 62. Armee umbenannt. Diese Armeen bildeten am 12. Juli 1942 die Stalingrader Front, welche am 1. Januar 1943 unter Generaloberst Andrei Iwanowitsch Jerjomenko die neue Südfront bildete.
Der am südlichen Abschnitt der Ostfront eingesetzte Südfront waren folgende Großverbände unterstellt:
- 2. Gardearmee
- 28. Armee
- 51. Armee
- 8. Luftarmee

Die Truppen der Front befreiten am 22. Januar Salsk und erreichten im Zuge der Rückeroberung von Rostow (14. Februar) bis zum 20. Februar 1943 den Mius-Abschnitt.
- Anfang März 1943 waren der Südfront (jetzt unter Tolbuchin) zusätzlich auch die 3. Garde-, die 5. Stoßarmee sowie die 44. Armee unterstellt.

Zusammen mit den Armeen der Südwestfront (General Watutin) nahmen die Truppen der Südfront an der Donez-Mius Operation teil. In der Donezbecken-Operation von Mitte August bis Ende September gelang der 5. Stoßarmee zusammen mit der 2. Gardearmee am 8. September die Einnahme von Stalino. Infolge des gleichzeitigen Vormarsches an der Küste des Asowschen Meeres und der am 29. September anlaufenden Melitopoler Operation wurde der Unterlauf des Dnjepr und der Zugang zur Halbinsel Krim erreicht.
Die Südfront wurde am 20. Oktober 1943 in 4. Ukrainische Front umbenannt.

## 4. Ukrainische Front

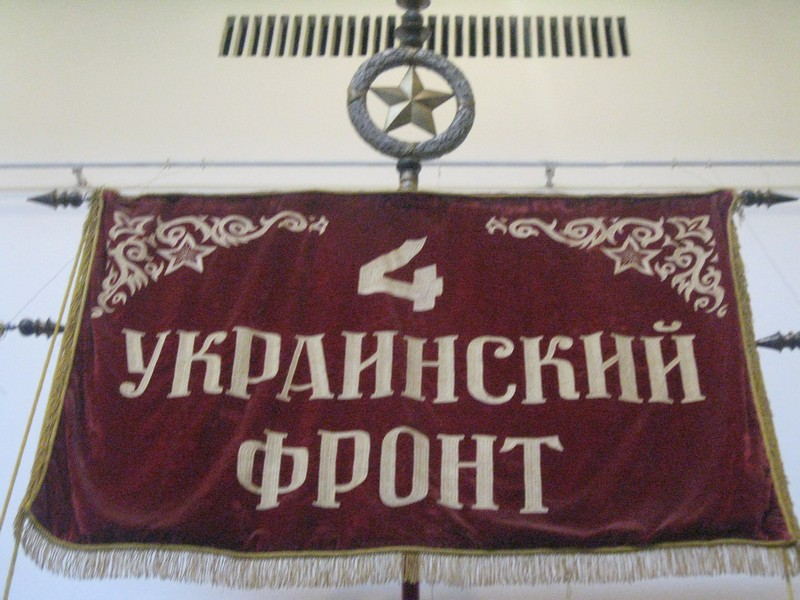

Die 4. Ukrainische Front entstand 1943 durch die Umbenennung der Südfront und wurde erstmals in der Schlacht am Dnepr und in der Zweiten Schlacht um Kiew eingesetzt. Im April 1944 unternahm die Front eine Offensive zur Befreiung der deutsch besetzten Krim, die zur Schlacht um die Krim führte, in der die 4. Ukrainische Front, bestehend aus der 2. Gardearmee, 51. Armee, dem 19. Panzerkorps und der Selbständigen Küstenarmee auf der Halbinsel Kertsch, die deutsche 17. Armee vernichtete und am 10. Mai 1944 schließlich Sewastopol zurückeroberte.
Im September 1944 stand die Front in der westlichen Ukraine bereit, um von dort zusammen mit der 1. und 2. Ukrainischen Front über die Karpaten vorzurücken und Budapest von Norden her einzuschließen. Petrows Front griff am 9. September an, kam aber wegen des starken ungarischen und deutschen Widerstandes, geleitet von Generaloberst Gotthard Heinrici, nur langsam voran. Am 28. Oktober hatten die sowjetischen Truppen zwar Uschgorod und Mukatschewo erobert, aber die deutschen Truppen standen immer noch in der Slowakei.
Im Januar 1945 drang die Front in Schlesien ein und Ende April 1945 rückte die Front unter General Andrei Jerjomenko gegen Prag vor. Am 8. Mai 1945 eroberten die Truppen der Front Olmütz.

## Operationen
- 1944: Schlacht um die Krim; Ostkarpatische Operation; Westkarpatische Operation
- 1945: Prager Operation

## Frontkommando

### Erste Formation
- Generalleutnant Iwan Wladimirowitsch Tjulenew (Juni bis 29. August 1941; verwundet bei Dnepropetrowsk)
- Generalleutnant Dmitri Iwanowitsch Rjabyschew (30. August bis 5. Oktober 1941; abberufen wegen der Niederlage in der Schlacht am Asowschen Meer)
- Generaloberst Jakow Timofejewitsch Tscherewitschenko (5. Oktober bis 12. Dezember 1941)
- Generalleutnant Rodion Jakowlewitsch Malinowski (Dezember 1941 bis Juli 1942)
- Armeekommissar 1. Ranges A. S. Saporoschez (Mitglied des Militärrats, Juli–Dezember 1941)
- Divisionskommissar I. I. Lapin (Mitglied des Militärrats, Dezember 1941 bis Juli 1942).
- Generalmajor G. D. Schischenin (Chef des Stabes, Juni 1941)
- Oberst F. K. Korschenewitsch (Chef des Stabes, Juli 1941)
- Generalmajor Fjodor Nikolajewitsch Romanow (Chef des Stabes, Juli–August 1941)
- Generalmajor Alexei Innokentjewitsch Antonow (Chef des Stabes, August 1941 bis Juli 1942) (seit Dezember 1941 Generalleutnant).

### Zweite Formation
- Generaloberst Andrei Iwanowitsch Jerjomenko (1. Januar bis Februar 1943)
- Generalleutnant Rodion Jakowlewitsch Malinowski (Februar–März 1943) (seit Februar 1943 Generaloberst)
- Generalleutnant Fjodor Iwanowitsch Tolbuchin (März bis 20. Oktober 1943) (seit April 1943 Generaloberst, seit September 1943 Armeegeneral)
- Generalleutnant Nikita Sergejewitsch Chruschtschow (Mitglied des Militärrats, Januar–Februar 1943)
- Generalleutnant K. A. Gurow (Mitglied des Militärrats, März–September 1943)
- Generaloberst Jefim Schtschadenko[1] (Mitglied des Militärrats, September–Oktober 1943)
- Generalmajor I. S. Warennikow (Chef des Stabes, Januar–April 1943)
- Generalmajor Sergei Semjonowitsch Birjusow (Chef des Stabes, April–Oktober 1943) (seit August 1943 Generalleutnant).

### 4. Ukrainische Front
- Armeegeneral F. I. Tolbuchin (August 1943 bis Mai 1944)
- Generaloberst Je. A. Schtschadenko (Mitglied des Militärrats, Oktober 1943 bis Januar 1944)
- Generalmajor H.E. Subbotin (Mitglied des Militärrats, Januar–Mai 1944) (seit April 1944 Generalleutnant)
- Generalleutnant S. S. Birjusow (Chef des Stabes, Oktober 1943 bis Mai 1944)
- Generalleutnant F. K. Korschenewitsch (Chef des Stabes, Mai 1944)

### 4. Ukrainische Front (2. Formation)
- Generaloberst Iwan Jefimowitsch Petrow (August 1944 bis März 1945) (seit Oktober 1944 Armeegeneral)
- Armeegeneral Andrei Iwanowitsch Jerjomenko (März–Juli 1945)
- Generaloberst Lew Sacharowitsch Mechlis (Mitglied des Militärrats, August 1944 bis Juli 1945)
- Generalleutnant F. K. Korschenewitsch (Chef des Stabes, August 1944 bis April 1945)
- Generaloberst L. M. Sandalow (Chef des Stabes, April–Juli 1945).